# Енес Башар
Енес Башар (тур. Enes Başar; нар. 30 квітня 1993) — турецький борець греко-римського стилю, бронзовий призер чемпіонату світу, бронзовий призер чемпіонату Європи, бронзовий призер Кубку світу, чемпіон світу серед студентів, учасник Олімпійських ігор.

## Життєпис
Боротьбою почав займатися з 2005 року. Багато разів становився призером чемпіонатів світу та Європи в молодших вікових групах.
Виступає за спортивний клуб «Аскі Спор» Анкара. Тренер — Мехмет Акіф Пірім.

## Спортивні результати на міжнародних змаганнях

### Виступи на Олімпіадах
| Змагання                    | Збірна    | Вагова категорія                 | Місце |
| --------------------------- | --------- | -------------------------------- | ----- |
| Літні Олімпійські ігри 2024 | Туреччина | греко-римська боротьба, до 60 кг | 8     |

### Виступи на Чемпіонатах світу
| Змагання                        | Збірна    | Вагова категорія                 | Місце  |
| ------------------------------- | --------- | -------------------------------- | ------ |
| Чемпіонат світу з боротьби 2023 | Туреччина | греко-римська боротьба, до 63 кг | Бронза |

### Виступи на Чемпіонатах Європи
| Змагання                         | Збірна    | Вагова категорія                 | Місце  |
| -------------------------------- | --------- | -------------------------------- | ------ |
| Чемпіонат Європи з боротьби 2018 | Туреччина | греко-римська боротьба, до 67 кг | Бронза |
| Чемпіонат Європи з боротьби 2020 | Туреччина | греко-римська боротьба, до 67 кг | 8      |
| Чемпіонат Європи з боротьби 2024 | Туреччина | греко-римська боротьба, до 63 кг | 8      |

### Виступи на Європейських іграх
| Змагання              | Збірна    | Вагова категорія                 | Місце |
| --------------------- | --------- | -------------------------------- | ----- |
| Європейські ігри 2019 | Туреччина | греко-римська боротьба, до 67 кг | 8     |

### Виступи на Кубках світу
| Змагання                    | Збірна    | Вагова категорія                 | Місце  |
| --------------------------- | --------- | -------------------------------- | ------ |
| Кубок світу з боротьби 2014 | Туреччина | греко-римська боротьба, до 66 кг | 5      |
| Кубок світу з боротьби 2016 | Туреччина | греко-римська боротьба, до 66 кг | Бронза |
| Кубок світу з боротьби 2017 | Туреччина | греко-римська боротьба, до 66 кг | 4      |

### Виступи на Всесвітніх іграх військовослужбовців
| Змагання                                | Збірна    | Вагова категорія                 | Місце |
| --------------------------------------- | --------- | -------------------------------- | ----- |
| Всесвітні ігри військовослужбовців 2019 | Туреччина | греко-римська боротьба, до 67 кг | 9     |

### Виступи на Чемпіонат світу серед студентів
| Змагання                                        | Збірна    | Вагова категорія                 | Місце  |
| ----------------------------------------------- | --------- | -------------------------------- | ------ |
| Чемпіонат світу з боротьби серед студентів 2016 | Туреччина | греко-римська боротьба, до 66 кг | Золото |

### Виступи на інших змаганнях
| Змагання                                                    | Збірна    | Вагова категорія                 | Місце  |
| ----------------------------------------------------------- | --------- | -------------------------------- | ------ |
| Турнір Дана Колова — Николи Петрова 2012                    | Туреччина | греко-римська боротьба, до 60 кг | 9      |
| Золотий Гран-прі з боротьби 2012 (Баку)                     | Туреччина | греко-римська боротьба, до 60 кг | 9      |
| Золотий Гран-прі з боротьби 2013 (Баку)                     | Туреччина | греко-римська боротьба, до 60 кг | 17     |
| Турнір Вехбі Емре 2014                                      | Туреччина | греко-римська боротьба, до 59 кг | 5      |
| Золотий Гран-прі з боротьби 2014 (Сомбатгей)                | Туреччина | греко-римська боротьба, до 59 кг | 18     |
| Турнір Вехбі Емре і Гаміта Каплана 2015                     | Туреччина | греко-римська боротьба, до 66 кг | 26     |
| Турнір Дана Колова — Николи Петрова 2015                    | Туреччина | греко-римська боротьба, до 66 кг | 5      |
| Гран-прі Іспанії з боротьби 2015                            | Туреччина | греко-римська боротьба, до 66 кг | 9      |
| Кубок Алроси 2015                                           | Туреччина | греко-римська боротьба, до 66 кг | 5      |
| Гран-прі Німеччини з боротьби 2016                          | Туреччина | греко-римська боротьба, до 66 кг | 5      |
| Турнір Вехбі Емре і Гаміта Каплана 2017                     | Туреччина | греко-римська боротьба, до 66 кг | 11     |
| Турнір Дана Колова — Николи Петрова 2017                    | Туреччина | греко-римська боротьба, до 66 кг | 8      |
| Турнір Вехбі Емре і Гаміта Каплана 2018                     | Туреччина | греко-римська боротьба, до 67 кг | 12     |
| Турнір Вехбі Емре і Гаміта Каплана 2019                     | Туреччина | греко-римська боротьба, до 67 кг | 10     |
| Гран-прі Загреба з боротьби 2019                            | Туреччина | греко-римська боротьба, до 67 кг | Бронза |
| Гран-прі Угорщини з боротьби 2019                           | Туреччина | греко-римська боротьба, до 67 кг | 9      |
| Меморіал Олега Караваєва 2019                               | Туреччина | греко-римська боротьба, до 67 кг | 20     |
| Кубок Владислава Пітласинські 2020                          | Туреччина | греко-римська боротьба, до 67 кг | Срібло |
| Гран-прі Загреба з боротьби 2021                            | Туреччина | греко-римська боротьба, до 67 кг | 5      |
| Меморіал Маттео Пелліконе 2021                              | Туреччина | греко-римська боротьба, до 67 кг | 5      |
| Олімпійський кваліфікаційний турнір з боротьби 2020 (Софія) | Туреччина | греко-римська боротьба, до 67 кг | 21     |
| Гран-прі Німеччини з боротьби 2023                          | Туреччина | греко-римська боротьба, до 63 кг | Бронза |
| Турнір Дана Колова — Николи Петрова 2024                    | Туреччина | греко-римська боротьба, до 63 кг | Бронза |
| Олімпійський кваліфікаційний турнір з боротьби 2024 (Баку)  | Туреччина | греко-римська боротьба, до 60 кг | Золото |
| Меморіал Імре Поляка та Яноша Варги 2024                    | Туреччина | греко-римська боротьба, до 63 кг | 9      |

### Виступи на змаганнях молодших вікових груп
| Змагання                                       | Збірна    | Вагова категорія                 | Місце  |
| ---------------------------------------------- | --------- | -------------------------------- | ------ |
| Чемпіонат Європи з боротьби серед кадетів 2008 | Туреччина | греко-римська боротьба, до 42 кг | Бронза |
| Чемпіонат Європи з боротьби серед кадетів 2009 | Туреччина | греко-римська боротьба, до 46 кг | Золото |
| Чемпіонат Європи з боротьби серед юніорів 2012 | Туреччина | греко-римська боротьба, до 60 кг | 9      |
| Чемпіонат світу з боротьби серед юніорів 2012  | Туреччина | греко-римська боротьба, до 60 кг | Бронза |
| Чемпіонат Європи з боротьби серед юніорів 2013 | Туреччина | греко-римська боротьба, до 60 кг | 10     |
| Чемпіонат світу з боротьби серед юніорів 2013  | Туреччина | греко-римська боротьба, до 60 кг | Срібло |
| Чемпіонат Європи з боротьби серед молоді 2015  | Туреччина | греко-римська боротьба, до 66 кг | Бронза |
| Чемпіонат Європи з боротьби серед молоді 2016  | Туреччина | греко-римська боротьба, до 66 кг | Бронза |